# Albany (Georgia)
Albany is een plaats (city) in de Amerikaanse staat Georgia, en valt bestuurlijk gezien onder Dougherty County. In 1962 waren er massamarsen en sit-ins door duizenden donker gekleurde mensen tegen de segregatie onder leiding van Martin Luther King en in 1963 werden de plaatselijke Jim Crow-wetten afgeschaft.

## Demografie
Bij de volkstelling in 2000 werd het aantal inwoners vastgesteld op 76.939.
In 2006 is het aantal inwoners door het United States Census Bureau geschat op 75.335, een daling van 1604 (-2,1%).

## Geografie
Volgens het United States Census Bureau beslaat de plaats een oppervlakte van
144,7 km², waarvan 143,8 km² land en 0,9 km² water.

## Plaatsen in de nabije omgeving
De onderstaande figuur toont nabijgelegen plaatsen in een straal van 36 km rond Albany.

## Geboren
- Harry James (1916-1983), trompettist
- Alice Coachman (1923-2014), atlete en olympisch kampioene
- Ray Charles (1930-2004), blinde zanger en pianist
- Thomas Hennen (1952), astronaut
- Russell Malone (1963-2024), jazzgitarist
- Angelo Taylor (1978), atleet en olympisch kampioen

## Ray Charles
- Op 8 december 2007 werd in de stad Albany een bronzen standbeeld geplaatst van Ray Charles. De dochter van Ray Charles, Sheila Raye Charles, was aanwezig bij de onthulling.